# الجمعية الوطنية المجرية
الجمعية الوطنية المجرية (بالمجرية: Országgyűlés)‏ هي الهيئة التشريعية في المجر، وتتكون من 199 مقعداً، يقع المقر الرئيسي لها في مبنى البرلمان الهنغاري.